# Couvent de Lintula
Le Couvent de la Sainte Trinité de Lintula (finnois : Lintulan Pyhän Kolminaisuuden luostari) ou Couvent de Lintula  est le seul couvent orthodoxe en Finlande. 
Il appartient à l’Église orthodoxe de Finlande.

## Histoire
Le couvent a été fondé en 1895 en Carélie.
Il a été déplacé au cours de la Seconde Guerre mondiale. 
Maintenant il est à Palokki, dans la municipalité de Heinävesi, de la région de Savonie du Sud.

## Activité
Le couvent est à 18 km du Monastère de Nouveau Valamo; les deux monastères s’aident et collaborent entre eux. 
Le couvent vit de la production de bougies, de l'agriculture et du tourisme

## Patrimoine artistique

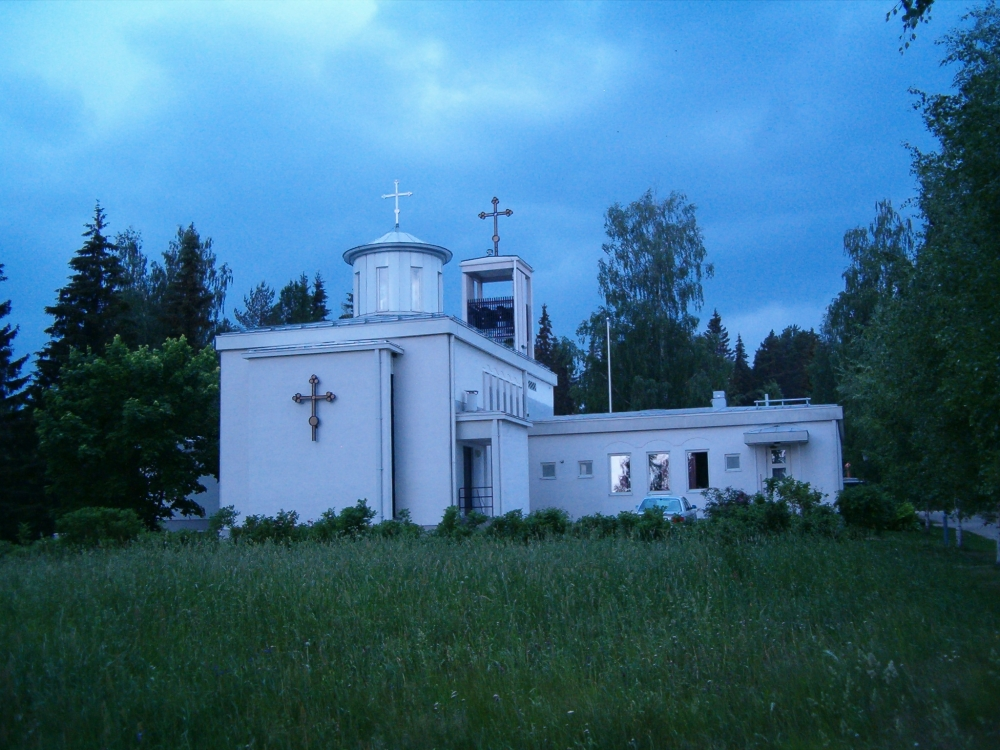
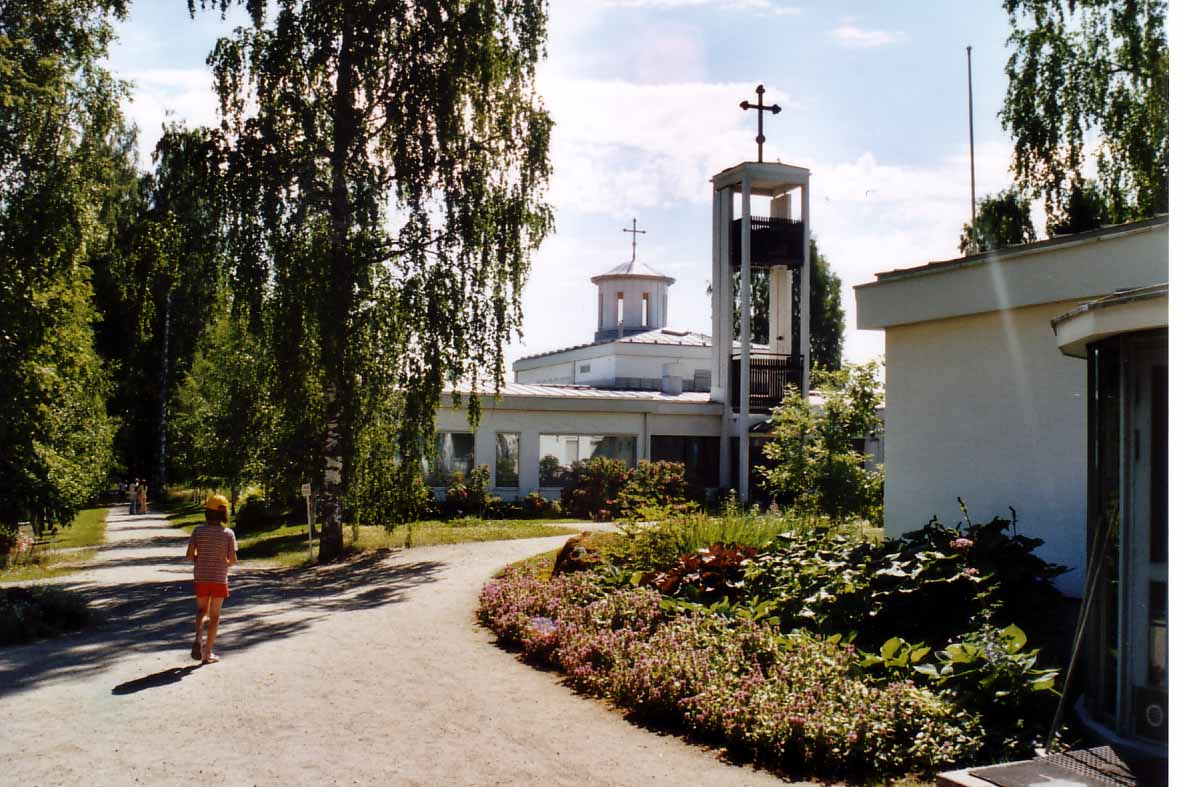
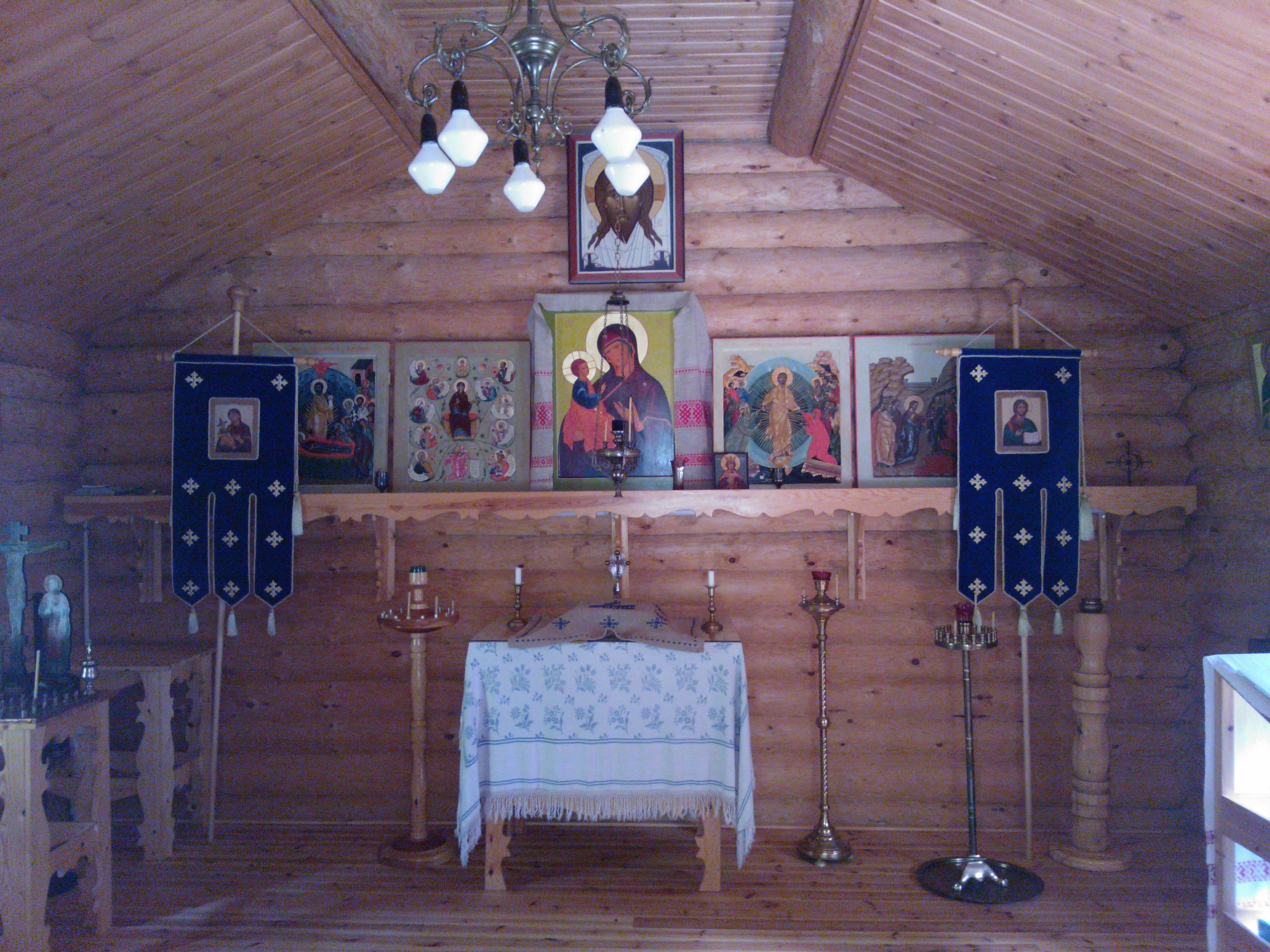
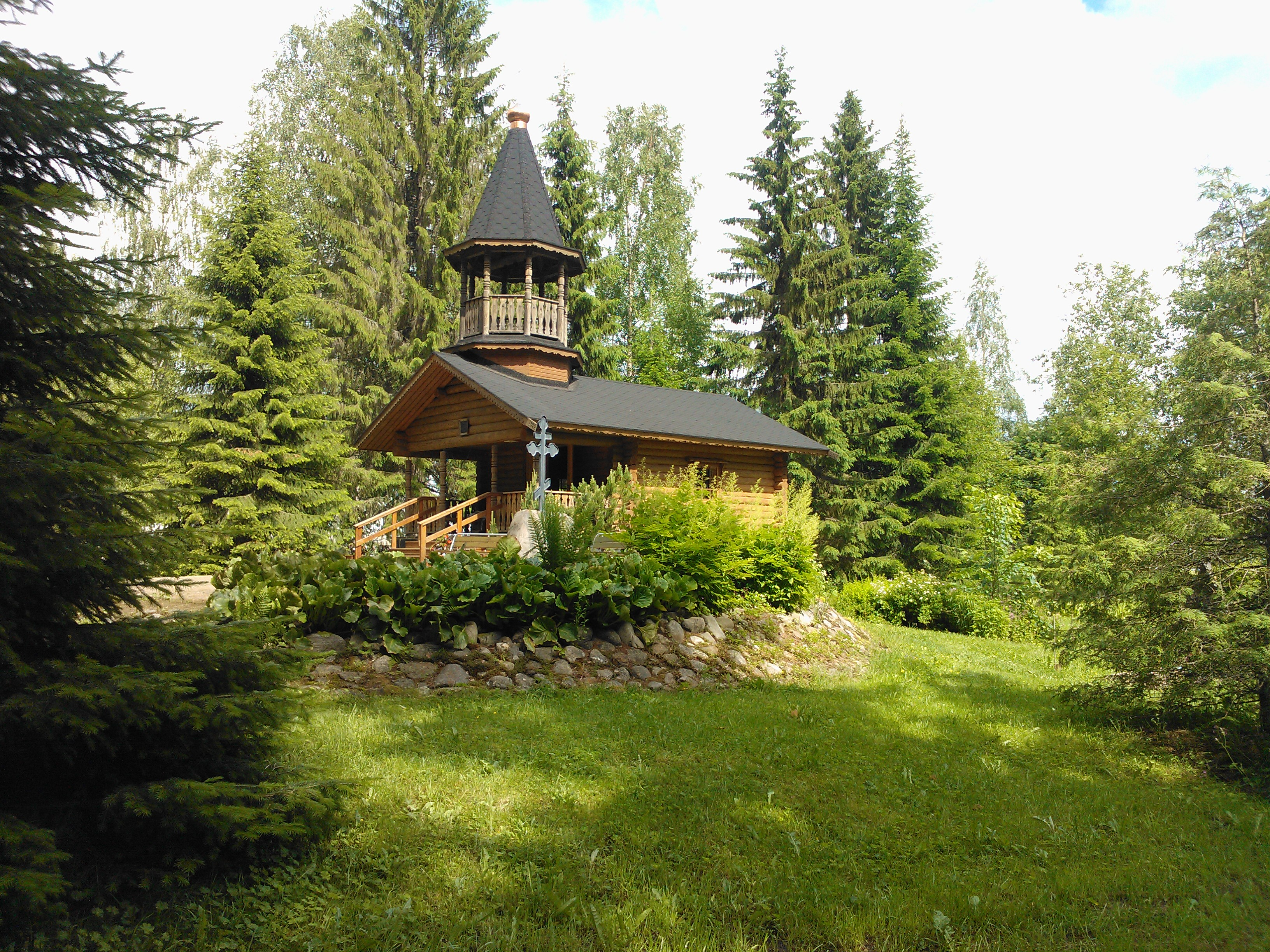